# Biographie Edel Koulla
 (août 2025).
L'article doit être relu — et modifié si nécessaire — par des contributeurs indépendants pour apporter un regard critique aux contributions effectuées en violation des conditions d'utilisation de Wikipédia, tant sur la forme (notamment concernant le style encyclopédique, la proportionnalité) que sur le fond (la neutralité de point de vue, la qualité et l'indépendance des sources).
 (août 2025).
Motif : l'utilisateur qui a apposé ce bandeau n'a pas précisé le motif de la pose.
- Archive Wikiwix
- Bing
- Cairn
- DuckDuckGo
- E. Universalis
- Gallica
- Google
- G. Books
- G. News
- G. Scholar
- Persée
- Qwant
- (zh) Baidu
- (ru) Yandex

| 1. | Préciser le motif de la pose du bandeau. | Précisez le motif de la pose du bandeau en utilisant la syntaxe suivante : {{admissibilité à vérifier\|date=août 2025\|motif=remplacez ce texte par le motif}}                              |
| 2. | Informer les utilisateurs concernés.     | Pensez à avertir le créateur de l'article, par exemple, en insérant le code ci-dessous sur sa page de discussion : {{subst:avertissement admissibilité à vérifier\|Biographie Edel Koulla}} |

 (août 2025).
Edel Koulla (né le 3 juin 1982 à Douala) est un auteur-compositeur et chanteur camerounais spécialisé dans le hip-hop et l’afro-soul.

## Biographie

### Débuts et études en France
En 2002, pendant ses études, Edel Koulla commence sa carrière musicale dans le boys band R&B Brownsuggaz.
En 2004, il rejoint le groupe pop live Senzala et sort une mixtape hip-hop avec Sancho Bala.

### Premier album
En 2006, avant son retour au Cameroun, il sort son premier album anglophone, The World Is a Cake, aux influences pop, funk, techno et reggae, produit par Wadase.

### Retour au Cameroun
À partir de 2007, il multiplie les collaborations : Pol’hanry (Tu dors ta vie dort), Metissage (Ndjemo), Zayox & Venum (Bangando), DJ Just Dizle & Tenor (Jombe (la porte)), Sojip (Ca vient du kwatta), Michael Kiessou (Demoiselle), Didier Awadi (Culhia). Il se fait repérer en solo avec le titre Angel sur la compilation Mboa Urban Music.

## Discographie

### Albums
- 2006 : The World Is a Cake[2]
- 2016: ANGEL EP

### Singles récents
- 2025 : Essele, Bulu ; compilation/album Angel[3]
- 2023 : Wengue (feat. Skalr, Lazizi & Njr), Jombe (La Porte) (avec DJ Just Dizle)[3]
- 2022 : Bienvenue au Cameroun (feat. Wan Shey)[3]

### Autres citations musicales
Le blog culturel NexDim Empire signale la sortie du single Essele (Ouh bébé) en 2025.

### Vidéos musicales
- Bites & scratches – 7,7 K vues
- Essele (Ouh bébé) (lyric video) – 6,8 K vues[5]

## Style et réception
Edel Koulla fusionne rythmes africains traditionnels et beats hip-hop modernes. Ses textes introspectifs abordent la résilience, les défis personnels et le progrès social.
Dans une chronique publiée sur Mondoblog à propos de Angel, le morceau est décrit comme « une prière à Dieu » et souligné pour son refrain en douala.